# Josep Antoni Fàbregues i Rafí

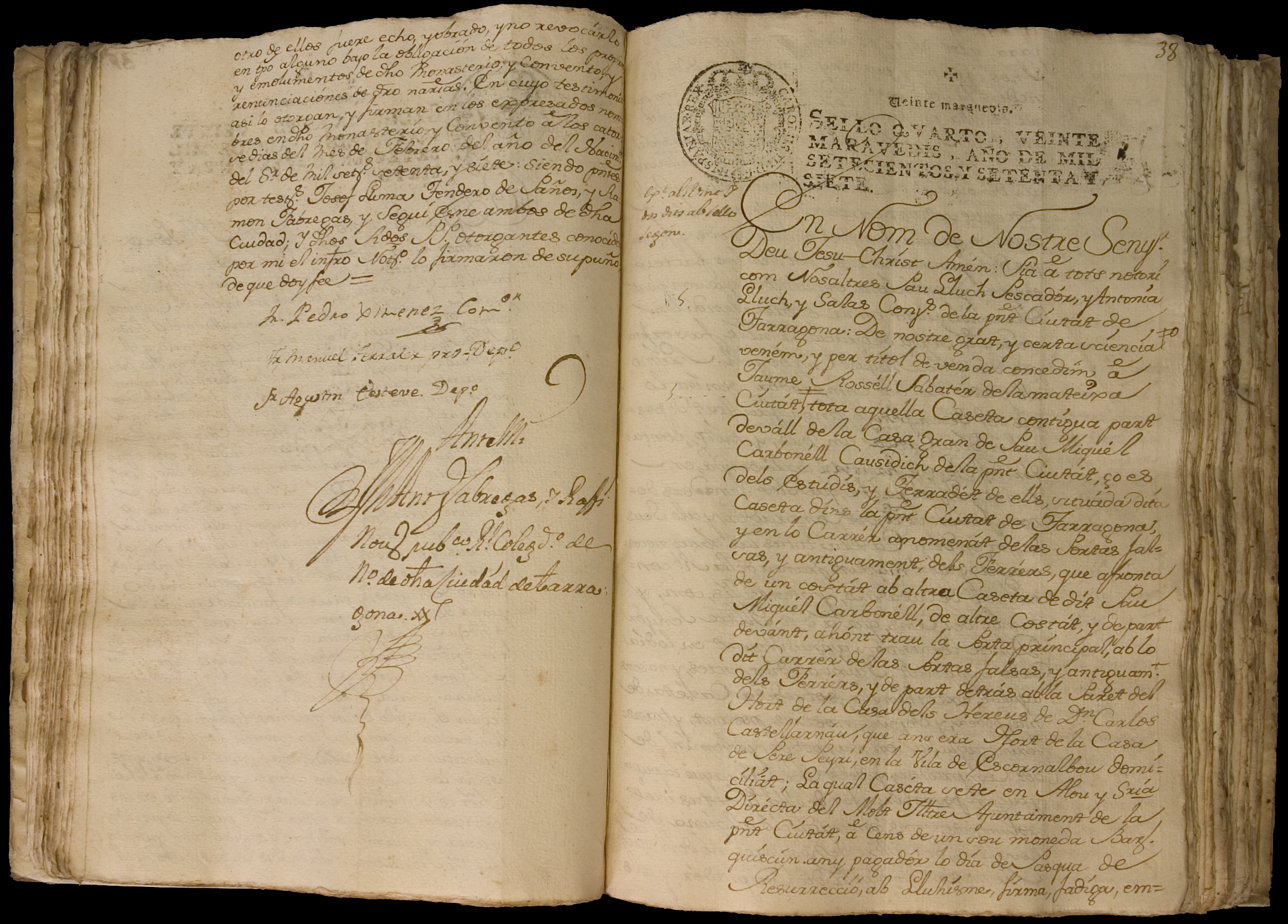
Escriptura del Manual de 1777 (de l'1 de gener al 18 de desembre) de Josep Antoni Fàbregues i Rafí.

Josep Antoni Fàbregues i Rafí (Tarragona, 1720 - ?) va ser un notari de Tarragona del segle xviii del qual es conserven diversos documents a l'Arxiu Històric de Tarragona.
Entre els notaris actius a Tarragona el segle xviii se situa Josep Antoni Fàbregues (Fàbregas) i Rafí, documentat entre 1747 i 1790. Nascut vers 1720, era fill del notari Antoni i d'Isabel, filla del també notari Jaume Rafí. El 1777, junt amb Francesc Caputo i Sostes, era prior del col·legi d'escrivans reials de Tarragona –creat el 1583– constinuà fins al 1640 i fou restablert el 1707. Formava part d'una nissaga de notaris consignada fins a 1882 amb Tomàs Maria Fàbregues i Cerezo, que alhora s'enllaçaria amb altres famílies de col·legues de professió (Rafí, Borés, Seguí, Bigaray, Eloi, Rovira i Caputo). Fou germà de Ramon, notari entre 1756 i 1792, pare del notari Salvi Fàbregues i Rovira; tres germanes seves es casarien amb notaris i tindria dos fills notaris anomenats Ramon i Valerià.
L'Arxiu Històric de Tarragona conserva onze volums d'aquest notari: deu amb manuals dels anys 1747/1779 i un Capbreu de Vilabella (1790), de l'arquebisbat. Assenyalem que J. A. Fàbregues vivia al carrer de les Salines –així denominat pel magatzem de la sal–, darrere la muralla, a la banda de ponent, perpendicular al de les Portes Falses, citat a l'escriptura de compravenda a carta de gràcia.